# 岑子杰訴律政司司長案
《岑子杰訴律政司司長》（英語：Sham Tsz Kit v Secretary for Justice），坊間俗稱《岑子杰案》，是一宗由香港終審法院審理的案件，案情涉及香港同性伴侶是否有憲法保障的結婚權、是否有建立民事伴侶關係的權利以及是否承認於海外註冊的同性伴侶等議題。該案於2023年9月5日由作出終審判決，並於2023年10月27日頒布最終命令。香港終審法院裁定上訴人岑子杰部份勝訴。終審法院亦以多數票作出聲明，宣告政府違反了香港人權法案第14條下的積極義務，即建立同性關係的法律認可的替代框架（如註冊民事伴侶關係或民事結合），並為此類認可提供相應的權利和義務，以確保有效履行上述義務。上述聲明於最終命令頒布後的兩年後生效，訴訟雙方可申請延遲生效日期，但需有令人信服的理由支持。

## 背景

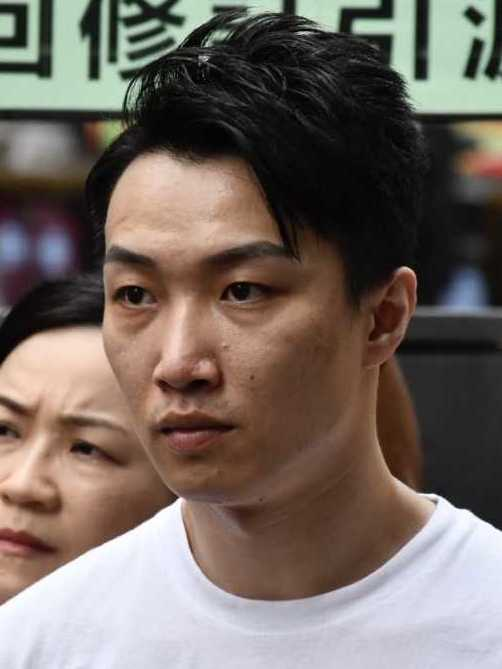
該案的原告人岑子杰

岑子杰是一位香港永久性居民和活躍社運人士。岑亦是一名同性戀者，自2011年起與一位同樣是香港永久性居民的同性伴侶穩定交往。由於香港法律並不允許同性婚姻或民事伴侶關係，岑與他的伴侶於美國紐約市註冊結婚。岑於2018年入稟高等法院，就港府拒絕承認海外同性婚姻提出司法覆核，但在原訟庭和上訴庭均被裁定敗訴。

## 主要議題
2022年11月10日，高等法院上訴庭的判決認為該案牽涉的議題對公眾具有重大意義，因此准許該案上訴至終審法院：
- 將同性伴侶排除在婚姻制度之外是否違反了《香港人權法案條例》第22條（下稱BOR22）和《基本法》第25條（下稱BL25）中所保障的受法律平等保護的權利？
- 如果香港法律不允許同性婚姻或提供任何其他合法承認同性伴侶關係的方式，是否侵犯《香港人權法案條例》第14條（下稱BOR14）中的私生活保護權和／或BOR22和BL25所保障的受法律平等保護的權利？
- 就香港法律不承認於海外註冊的同性婚姻關係而言，是否會侵犯BOR22和BL25所保障的受法律平等保護的權利？

## 上訴庭判決
上訴庭裁定：

### 結婚權
根據《基本法》第37條（下稱BL37），香港居民的婚姻自由和自願生育的權利受法律保護。就立法原意解釋，以制定基本法時的歷史背景判斷，BL37的保障範圍僅包括異性婚姻。雖然上訴庭承認基本人權應該採用廣義解釋，但適當釋義需要將之與《基本法》的其他條文視為一個整體作解讀，而且特別法應凌駕一般法。
BL37是關於保障結婚權的特別法，並傾向指異性婚姻，而BL25、BOR22和BOR14屬於通用於其他議題的一般法，並非單單針對結婚權。因此，BL25、BOR22和BOR14不應牽涉於本案中，亦因此不存在正當性問題。

### 民事伴侶關係
按適當釋義理解，BOR14並沒有規定港府承認本地或海外民事伴侶關係的義務。

## 終審庭判決
此案由香港終審法院首席法官張舉能、常任法官李義、常任法官霍兆剛、常任法官林文瀚、非常任法官祈顯義負責審理。終審法院於2023年6月28至29日進行聆訊，並於同年9月5日作出判決，以三比二裁定上訴人岑子杰在同性伴侶的問題勝訴，並一致裁定上訴人在同性婚姻和承認外國同性婚姻的問題敗訴。雖然香港政府不承認同性伴侶關係並無違反基本法，但裁定政府未有履行積極義務，為同性伴侶確立替代途徑以承認他們的婚姻關係，亦無給予同性伴侶適當權利，違反BOR14，並頒令要求政府確立替代框架讓同性伴侶關係獲得法律承認，相關命令暫緩兩年執行。

### 議題
上訴人岑子杰是同性戀者，在2013年，他們在紐約締結同性婚姻。基於香港並沒任何法例讓人締結同性婚姻關係，或承認外地所締結的同性婚姻關係，上訴人向法院提出司法覆核，要求法院就三項問題作出裁決，分別是：
- 問題一：根據《基本法》第二十五條及《香港人權法案》第二十二條，他是否在憲法上享有同性婚姻的權利？
- 問題二：香港政府沒提供替代方法在法律上承認同性關係的做法，有否違反《香港人權法案》第十四條、《基本法》第二十五條、《香港人權法案》第二十二條？
- 問題三：香港政府不承認外地同性婚姻的做法，有否違反《基本法》第二十五條及《香港人權法案》第二十二條？

### 判決
香港終審法院一致駁回問題一及三的上訴。並以多數裁定問題二上訴得直，及撤銷高等法院上訴庭就問題二作出的判決。香港終審法院也以多數決定批予聲明，宣告香港政府並未履行其積極義務確立替代框架讓同性伴侶關係獲得法律承認，以及未就該等承認所伴隨的適當權利和責任作出制定，乃是違反上訴人根據《人權法案》第十四條享有的權利。上述聲明由最終命令頒布日期起計暫緩兩年生效。判決理由如下：

#### 是否享有同性婚姻的權利
就上訴人是否在享有同性婚姻的權利（問題一），終審法院一致同意《基本法》第三十七條（下稱BL37）及《香港人權法案》第十九條（下稱BOR19）所保證和保障的婚姻憲法自由只限於異性婚姻。在考慮憲法權利時，法庭必須考慮已確立的特別法原則。本院裁定BL37和BOR19一同理解下，是一條與婚姻權利相關的特定條文，而其賦予的憲法權利只限於異性婚姻並把同性婚姻排除在外。因此，BOR22和BL25所賦予的平等權不可被詮釋為將憲法權利授予同性婚姻或以此承認外地同性婚姻。

#### 應否提供同性關係的替代方法
就政府沒提供替代方法在法律上承認同性關係的做法是否有違《人權法案》或《基本法》（問題二），終審法院三名法官的多數意見認同，同性伴侶有需要取得替代法律承認框架以滿足其基本社會需求及獲取合法性的身分認同，免至令他們覺得自己低人一等並感到他們這種委身穩定的關係不值得獲得承認。三位法官同意BOR14所述的私生活權利適用於本案，而該權利由於同性伴侶的私生活和尊嚴受到干預而被侵害。上述干預分別來自同性伴侶在日常私生活中所遇到的實際困難，以及他們在司法覆核法律程序中成為公眾關注焦點以致承受各種壓力、不確定性及法律費用。
就問題二，由於上訴人的案情並非要求獲取一般婚姻所涉及的權利和責任，故三位法官拒絕接納答辯人的說法，即特別法原則會把確立替代法律承認框架的可能性排除在外，或確立該等替代承認框架會對婚姻制度的獨特地位構成損害。三位法官也拒絕接納政府提出BOR14施加於政府的責任並不包括設立替代法律承認框架的積極義務的說法，因《人權法案》第十四條所提「受法律保障免受該等干預或攻擊的權利」與《歐洲人權公約》第8條所提「尊重其私生活的權利」兩者之間並沒有重大差別。在上述的前提下，三位法官裁定本院就政府是否有積極義務去設立替代法律承認框架這問題作出決定時，將考慮實質的情況多於對條文進行狹窄的文本分析。因此，政府在決定所須擬定的法律承認框架內應包含甚麼權利和責任方面是享有彈性的酌情空間，當中包括為確立法律框架以承認和界定同性伴侶關係所須的核心權利，藉以為該關係提供有效的法律保障。

#### 應否承認海外同性婚姻
就政府不承認外地同性婚姻的做法是否有違《基本法》及《人權法案》（問題三），終審法院一致同意由於在香港法例下上訴人並無法律能力去締結同性婚姻，上訴人根據BOR22和BL25所賦予的平等權辯稱其外地同性婚姻須在香港獲得承認的說法，實等同於針對根據BL37和BOR19上訴人在香港並無法律能力去締結同性婚姻提出挑戰。基於特別法原則，這項挑戰不能成立。

## 立法建議
2025年7月2日，香港政府向立法會提交文件，指因應終審法院判決，建議立法設立同性伴侶登記機制。建議機制下，同性伴侶必須已於香港以外的地方，註冊有效的同性婚姻、同性民事伴侶關係或同性民事結合，方符合資格登記。文件列出的獲法律承認的同性伴侶權利有三方面：
- 登記及撤除同性伴侶關係登記的權利
- 醫院探視權、獲得醫療資訊、參與醫療決定、器官移植等權利
- 處理身後事，包括辨認遺體、申請死亡證、領取遺體、申辦死者下葬、火化及安置骨灰等權利

7月3日立法會政制事務委員會會議上，民建聯、自由黨、工聯會等多個建制政黨的立法會議員表明反對法案，指會破壞家庭倫理。司法覆核案申請人岑子杰則於社交媒體發文，批評擬議框架對核心權利的闡述屬於「『超出想像』的低程度」，質疑可能不符合終審法院判詞的要求，又指海外註冊要求會對部分無法負擔的同性伴侶造成困難。